# Alamo Bowl 2019
Match précédent Match suivant
L'Alamo Bowl 2019 est un match de football américain de niveau universitaire joué après la saison régulière de 2019, le 31 décembre 2019 à l'Alamodome de San Antonio dans l'État du Texas aux États-Unis.
Il s'agit de la 27e édition de l'Alamo Bowl.
Le match met en présence l'équipe des Utes de l'Utah issue de la Pacific-12 Conference et l'équipe des Longhorns du Texas issue de la Big 12 Conference.
Il débute à 18 h 30 locales et est retransmis à la télévision par ESPN.
Sponsorisé par la société Valero Energy, le match est officiellement dénommé le Valero Alamo Bowl 2019.
Texas gagne le match sur le score de 38 à 10.

## Présentation du match
Il s'agit de la 2e rencontre entre ces deux équipes, Texas ayant remporté la première, 21 à 12, en 1982 lors d'un match de saison régulière.
| Équipes                                                                                       | Conférences | Entraîneurs           | Stats. saison rég. | Classements avant le bowl | Classements avant le bowl | Classements avant le bowl |
| --------------------------------------------------------------------------------------------- | ----------- | --------------------- | ------------------ | ------------------------- | ------------------------- | ------------------------- |
| Équipes                                                                                       | Conférences | Entraîneurs           | Stats. saison rég. | CFP                       | AP                        | Coaches                   |
| Utes de l'Utah                                                                                | Pac-2       | Kyle Whittingham (en) | 11 - 2             | no 11                     | no 12                     | no 10                     |
| Longhorns du Texas                                                                            | Gib 12      | Tom Herman (en)       | 7 - 5              | NC                        | NC                        | NC                        |
| - Arbitre : John McDaid (SEC) - Équipe donnée favorite par les bookmakers : Utah par 7 points |             |                       |                    |                           |                           |                           |

### Utes de l'Utah
Avec un bilan global en saison régulière de 11 victoires et 2 défaites (8-1 en matchs de conférence), Utah est éligible et accepte l'invitation pour participer au ? Bowl de 2019.
Ils terminent 1er de la South Division de la Pacific-12 Conference et perdent le finale de conférence 15 à 37 contre les Ducks de l'Oregon.
À l'issue de la saison 2019 (bowl non compris), ils seront classés #11 au classement CFP, #12 au classement AP et # 10 au classement Coaches.
À l'issue de la saison 2019 (bowl compris), ils seront classés #12 au classement AP et #10 au classement Coaches, le classement CFP n'étant plus republié après les bowls.
C'est leur première apparition à l'Alamo Bowl.

### Longhorns du Texas
Avec un bilan global en saison régulière de 7 victoires et 5 défaites (5-4 en matchs de conférence), Texas est éligible et accepte l'invitation pour participer à l'Alamo Bowl de 2019.
Ils terminent 3e de la Big 12 Conference derrière no 7 Oklahoma et no 13 Baylor et à égalité avec Oklahoma State, Kansas State et Iowa State.
À l'issue de la saison 2019, ils n'apparaissent pas dans les classements CFP, AP et Coaches.
C'est leur 4e participation à l'Alamo Bowl :
| Saisons | Dates            | Vainqueurs             | Scores  | Finalistes                 | Bilan     |
| ------- | ---------------- | ---------------------- | ------- | -------------------------- | --------- |
| 2006    | 30 décembre 2006 | #18 Longhorns du Texas | 26 - 24 | Hawkeyes de l'Iowa         | V : 1 - 0 |
| 2012    | 29 décembre 2012 | #23 Longhorns du Texas | 31 - 27 | #13 Beavers d'Oregon State | V : 2 - 0 |
| 2013    | 30 décembre 2013 | #10 Ducks de l'Oregon  | 30 - 07 | Longhorns du Texas         | D : 2 - 1 |

## Résumé du match
Début du match à  18 h 35 locales, fin à  31 h 39 locales pour une durée totale de jeu de 3 h 04 min. Températures de 22 °C, joué en indoors.
| QT            | Temps         | Drive         | Drive         | Drive         | Équipe        | Description de l'action | Score | Score |
| ------------- | ------------- | ------------- | ------------- | ------------- | ------------- | --- | ----- | ----- |
| QT            | Temps         | Jeux          | Yards         | TDP           | Équipe        | Description de l'action | UTAH  | TEX   |
| 1             | 10:26         | 10            | 63            | 04:34         | TEX           | FG de 29 yards par K Cameron Dicker | 0     | 3     |
|               |               |               |               |               |               | |       |       |
| 2             | 13:24         | 2             | 6             | 00:43         | TEX           | TD de 5 yards par WR Collin Johnson à la suite d'une réception de passe de QB Sam Ehlinger + 1 point de conversion par K Cameron Dicker   | 0     | 10    |
|               |               |               |               |               |               | |       |       |
| 3             | 10:30         | 3             | 43            | 01:04         | TEX           | TD de 11 yards par RB Keaontay Ingram à la suite d'une réception de passe de QB Sam Ehlinger + 1 point de conversion par K Cameron Dicker | 0     | 17    |
| 3             | 04:58         | 11            | 60            | 05:32         | UTAH          | FG de 32 yards par K Redding Jadon | 3     | 17    |
| 3             | 00:06         | 7             | 75            | 04:52         | TEX           | TD à la suite d'une course de 6 yards par QB Sam Ehlinger + 1 point de conversion par K Cameron Dicker                                    | 3     | 24    |
|               |               |               |               |               |               | |       |       |
| 4             | 11:34         | 9             | 75            | 03:32         | UTAH          | TD de 4 yards par WR Simpkins Demari à la suite d'une réception de passe de QB Huntley Tyler + 1 point de conversion par K Redding Jadon  | 10    | 24    |
| 4             | 08:58         | 7             | 75            | 02:36         | TEX           | TD de 15 yards par WR Devin Duvernay à la suite d'une réception de passe de QB Sam Ehlinger + 1 point de conversion par K Cameron Dicker  | 10    | 31    |
| 4             | 07:54         | 1             | 49            | 00:13         | TEX           | TD à la suite d'une course de 49 yards de RB Keaontay Ingram + 1 point de conversion par K Cameron Dicker                                 | 10    | 38    |
| Score final : | Score final : | Score final : | Score final : | Score final : | Score final : | Score final : | 10    | 38    |

## Statistiques
| Systèmes | Noms              | Postes | Équipe |
| -------- | ----------------- | ------ | ------ |
| Attaque  | Sam Ehlinger (en) | QB     | Texas  |
| Défense  | Joseph Ossai      | LB     | Texas  |

| Statistiques                           | Utes de l'Utah                                          | Longhorns du Texas                                      |
| -------------------------------------- | ------------------------------------------------------- | ------------------------------------------------------- |
| 1er down                               | 15                                                      | 22                                                      |
| 1er down à la course                   | 8                                                       | 12                                                      |
| 1er down à la passe                    | 5                                                       | 6                                                       |
| 1er down suite pénalité                | 2                                                       | 4                                                       |
| Conversion de 3e down                  | 4/14                                                    | 4/9                                                     |
| Conversion de 4e down                  | 0/1                                                     | 0/1                                                     |
| Jeux–yards                             | 60 jeux pour 264 yards                                  | 56 jeux pour 438 yards                                  |
| Yards à la course                      | 37 courses pour 128 yards (moyenne de 3,5 yards/course) | 37 courses pour 231 yards (moyenne de 6,2 yards/course) |
| Yards à la passe                       | 126                                                     | 207                                                     |
| Passes : Réussies-Tentées-Interceptées | 15/23 passes complétées, 0 interception                 | 13/19 passes complétées, 1 interception                 |
| Réussite en zone rouge/chances         | 2/2                                                     | 5/6                                                     |
| TD                                     | 1                                                       | 5                                                       |
| Field Goals                            | 1/1                                                     | 1/1                                                     |
| Sacks (Nombre-Yards)                   | 3 pour 11 yards adverses perdus                         | 5 pour 29 yards adverses perdus                         |
| Fumbles (Nombre/Perdus)                | 0/0                                                     | 1/0                                                     |
| Pénalités (Nombre/Yards perdus)        | 8 pour 53 yards perdus                                  | 4 pour 38 yards perdus                                  |
| Temps de possession                    | 31:26                                                   | 28:34                                                   |

| Utes de l'Utah     |                   |                                                                           |
| Quarterback        | Tyler Huntley     | 15/23 passes complétées, 126 yards, 0 interception, 1 TD, 5 sacks subis   |
| Meilleur coureur   | Zack Moss         | 16 courses pour 52 yards nets gagnés, 0 TD, moyenne de 3,6 yards/course   |
| Meilleur receveur  | Kuithe Brant      | 3 réceptions pour 10 yards gagnés, 0 TD                                   |
| Meilleur tackler   | Tafua Mika        | 8 tacles dont 2 en solo, 1½ TFL (6 yards), ½ sack (4 yards), 1 FF et 1 FR |
| Longhorns du Texas |                   |                                                                           |
| Quarterback        | Sam Ehlinger (en) | 12/18 passes complétées, 201 yards, 1 interception, 3 TDs, 2 sacks subis  |
| Meilleur coureur   | Keaontay Ingram   | 13 courses pour 108 yards nets gagnés, 1 TD, moyenne de 8,3 yards/course  |
| Meilleur receveur  | Devin Duvernay    | 3 réceptions pour 92 yards gagnés, 1 TD                                   |
| Meilleur tackler   | Joseph Ossai      | 9 tacles dont 6 en solo, 6 TFL (26 yards), 3 sacks (19 yards)             |